# Русяев, Михаил Анатольевич
Михаил Анатольевич Русяев (15 ноября 1964 — 10 апреля 2011) — советский и российский футболист, нападающий.

## Биография
Родился в Туве. В скором времени родители переехали жить в Москву.
В 1976 году в дворовой команде его заметил и пригласил играть в футбольный «Спартак-2» молодой тренер Ильин А. Н. Очень ярко игравшего мальчика уже в следующем году забрали в основной «Спартак» на Ширяевку. В московском «Спартаке» он тренировался у тренера И. Ф. Байкова.
В чемпионатах СССР играл за «Спартак» и «Локомотив». Входил в состав сборной клубов, молодёжной и юношеской сборных СССР.
В 1989 году уехал в Германию. Сначала играл за клуб 2-й Бундеслиги «Алемания», однако команда вылетела в Оберлигу. В межсезонье был приглашён на сборы клуба бундеслиги «Бохум», где отлично себя зарекомендовал. Однако американские посредники (через них Русяев уезжал в Германию) и руководство «Бохума» не сошлись в вопросе цены. В итоге футболист оказался в клубе 2-й бундеслиги «Ольденбург». В сезоне 1991/92 команде не хватило всего одного очка, чтобы выйти в бундеслигу.
В 1992 году вернулся в «Спартак», где отыграл один круг. В 1993 во время сборов «Спартака» в Германии познакомился с владельцем клуба «Теннис-Боруссия» мультимиллионером Джеком Вайтом. Последний сказал, что планирует создать в Берлине суперклуб и что такой игрок как Русяев команде необходим. Михаил вновь переезжает в Германию и в сезоне 1992/93 выходит вместе с командой во 2-ю бундеслигу. Однако «Теннис-Боруссия» не смогла закрепиться лиге и в сезоне 1993/94 опустилась классом ниже. По мнению Русяева, команда играла слабо из-за низкой квалификации тренера. Сезон 1994/95 он также считает потерянным.
В сезоне 1995/96 в команду пришёл по-настоящему сильный тренер, сторонник атакующей игры Райнер Цобель. При нём команда выиграла зональный турнир Оберлиги, но уступила в переходных матчах «Ольденбургу» — 1:1 и 1:2. Русяев в том сезоне стал лучшим бомбардиром команды с 22 мячами.
В 1996 намеревался переехать играть в США и стать там со временем тренером, поскольку уже имел на руках вид на жительство. Однако его перехватили представители клуба «Карл Цейсс», предложившие контракт на 3 года. В итоге Русяев остался в Германии.
С мая 2000 занял должность генерального директора мини-футбольного клуба «Норильский никель» Норильск. Как сам говорил Русяев, в руководстве клуба были его старые друзья, которые и пригласили его в команду. С начала 2002 года возглавил «Норильский никель». Одновременно с этим продолжал играть за любительский клуб «Маккаби» (Берлин), когда приезжал на выходные к семье в Берлин.
В ноябре-декабре 2002 был генеральным директором «Торпедо-ЗИЛ» Москва.
В 2005 году Русяев перенёс инсульт, в результате которого у него была парализована левая сторона. В результате многочисленных сеансов акупунктурной терапии состояние частично улучшилось, но полностью вернуть подвижность левой стороне он так и не смог.
Русяев умер 10 апреля 2011 года на 47-м году жизни после продолжительной болезни. Похоронен 13 апреля 2011 на Хованском кладбище.

## Семья
Жена — Лейла (на четверть грузинка). Дети — дочери Мария (1986) и Мишель (1999).

## Достижения
- Чемпион России: 1992
- Трижды серебряный медалист чемпионатов СССР: 1983, 1984, 1985.